# Hellidon
Hellidon – wieś w Anglii, w hrabstwie Northamptonshire, w dystrykcie (unitary authority) West Northamptonshire. Leży 25 km na zachód od miasta Northampton i 111 km na północny zachód od Londynu. Miejscowość liczy 180 mieszkańców.